# Boris Andreevič Lavrenëv
Boris Andreevič Lavrenëv, nato Sergeev (in russo Бори́с Андре́евич Лавренёв?; Cherson, 4 luglio 1891 – Mosca, 7 gennaio 1959), è stato uno scrittore e commediografo sovietico.

## Biografia
Figlio di un professore di lettere, Boris Lavrenëv ha studiato presso la facoltà di giurisprudenza di Mosca.
Durante il periodo degli studi ha composto diverse poesie aderendo nel 1911 a un gruppo futurista di poeti denominato "Il mezzanino della poesia".
Ha combattuto nella prima guerra mondiale e successivamente ha partecipato alla guerra civile russa come volontario, prima di essere integrato nell'Armata Rossa come ufficiale.
In questo periodo fu corrispondente di guerra dalla zona del Turkmenistan per conto del giornale militare dell'Armata Rossa.
Nel 1920 esordì come scrittore sulla stampa istituzionale e nel 1925 scrisse la sua prima commedia Ribellione, messa in scena al teatro Bol'šoj di Leningrado.
Verso l'inizio degli anni '30 partecipò a un gruppo di scrittura considerato il fondatore del genere eroico-rivoluzionario dello spettacolo sovietico.
Durante la seconda guerra mondiale fu di nuovo corrispondente di guerra per conto della marina sovietica nella campagna di Finlandia, alla quale fa seguito la pubblicazione di sue ulteriori opere come La gente del Baltico fuma la pipa, nel 1942, Persone dal cuore semplice, nel 1943, e La canzone del mar Nero, ancora nel 1943.
Nel dopoguerra il lavoro letterario di Lavrenëv diventa ideologico in modo appariscente, intriso dallo spirito ufficiale del governo sovietico.
Nel 1946, ottiene il premio Stalin per il suo romanzo Uomini di mare anche se negli anni successivi egli stesso verrà duramente criticato per aver usato toni troppo romantici ed enfatici, che si discostano dalla realtà storica della guerra.
Ancora, nel 1950, ottiene un ulteriore premio per la sua opera La voce dell'America che tuttavia è ormai un evidente strumento di propaganda sovietica, nel pieno della guerra fredda.
Lunga fu ancora la sua produzione letteraria, tuttavia l'opera più conosciuta che gli diede un minimo di notorietà anche in occidente è stato il romanzo Il quarantunesimo, dal quale furono tratte due versioni cinematografiche: una nel 1927 a cura del regista Jakov Protazanov e una nel 1956 a cura di Grigorij Naumovič Čuchraj, vincitrice di un premio speciale al Festival del cinema di Cannes del 1957.